# Barilović
Barilović je naselje na Hrvaškem, ki je središče občine Barilović Karlovške županije.
Naselje leži 15 km južno od Karlovca na levem bregu reke Korane. Nad naseljem stojijo ruševine utrjenega gradu plemiške rodbine Barilović, po kateri sta grad in naselje pod njim dobila svoje ime. Grad se v starih listinah omenja v 15. stoletju, ko je bil znan kot ena od pomembnih obrambnih točk Hrvaške pred vojaškimi vdori z vzhoda. Porušen je bil med drugo svetovno vojno, danes je v ruševinah.

## Demografija
| Pregled števila prebivalcev po letih | Pregled števila prebivalcev po letih | Pregled števila prebivalcev po letih | Pregled števila prebivalcev po letih | Pregled števila prebivalcev po letih | Pregled števila prebivalcev po letih | Pregled števila prebivalcev po letih | Pregled števila prebivalcev po letih | Pregled števila prebivalcev po letih | Pregled števila prebivalcev po letih | Pregled števila prebivalcev po letih | Pregled števila prebivalcev po letih | Pregled števila prebivalcev po letih | Pregled števila prebivalcev po letih | Pregled števila prebivalcev po letih |
| ------------------------------------ | ------------------------------------ | ------------------------------------ | ------------------------------------ | ------------------------------------ | ------------------------------------ | ------------------------------------ | ------------------------------------ | ------------------------------------ | ------------------------------------ | ------------------------------------ | ------------------------------------ | ------------------------------------ | ------------------------------------ | ------------------------------------ |
| 1857                                 | 1869                                 | 1880                                 | 1890                                 | 1900                                 | 1910                                 | 1921                                 | 1931                                 | 1948                                 | 1953                                 | 1961                                 | 1971                                 | 1981                                 | 1991                                 | 2001                                 |
| 342                                  | 444                                  | 369                                  | 381                                  | 410                                  | 392                                  | 442                                  | 451                                  | 472                                  | 476                                  | 468                                  | 430                                  | 390                                  | 391                                  | 307                                  |